# Autoceļš A8
Autoceļš A8 ist eine zu Lettlands Staatsstraßen gehörende "Staatliche Hauptstraße" (lett. Valsts galvenie Autoceļi). Sie verbindet die Hauptstadt Riga mit der litauischen Grenze bei Meitene, wo sie als Magistralinis kelias A12 weitergeführt wird. Die A8 ist ein Teil der Europastraße 77. Die Gesamtlänge beträgt 76 Kilometer.
Die A8 ist in großen Teilen mehrspurig ausgebaut.